# Stylurus erectocornis
Stylurus erectocornis – gatunek ważki z rodziny gadziogłówkowatych (Gomphidae). Występuje w południowych Chinach; został stwierdzony w regionie autonomicznym Kuangsi oraz na wyspie Hajnan.